# Oberdan (nome)
Oberdan  è un nome proprio di persona italiano maschile.

## Varianti
- Maschili: Oberdano[1], Oberedan[1], Oberdino[1], Oberdanch[1], Oberdank[1], Oberdanco[1], Oberedank[1], Hoberdan[1], Oberdante[1]
- Femminili: Oberdana[1]

## Origine e diffusione

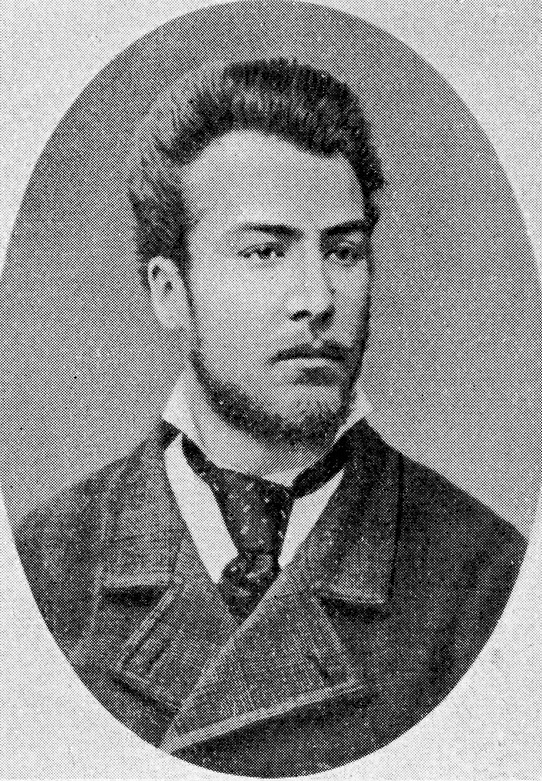
Guglielmo Oberdan

Si tratta di un nome di ispirazione ideologica, tratto dal cognome di Guglielmo Oberdan, un patriota e irredentista triestino, giustiziato dagli austriaci per l'intenzione di assassinare l'imperatore Francesco Giuseppe; venne usato per la prima volta come nome proprio di persona negli ultimi anni del XIX secolo, perlopiù in ambienti repubblicani, anche se conobbe una certa popolarità anche in periodo fascista; è accentrato prevalentemente in Toscana e in Emilia-Romagna.
Dal punto di vista etimologico, "Oberdan" è un'italianizzazione del cognome tedesco-sloveno Oberdank (pare che Oberdan abbia tolto la k finale perché "sapeva d'austriaco"). Oberdank tuttavia non sarebbe un cognome di origine tedesca, bensì una forma germanizzata del croato Obredanic.

## Onomastico
Nessun santo porta questo nome, che quindi è adespota; l'onomastico ricorre il 1º novembre, giorno di Ognissanti.

## Persone

Oberdan Biagioni

- Oberdan Biagioni, calciatore e allenatore di calcio italiano
- Oberdan Cattani, calciatore italo-brasiliano
- Oberdan Chiesa, antifascista italiano
- Oberdan Orlandi, calciatore e allenatore di calcio italiano
- Oberdan Troiani, direttore della fotografia italiano
- Oberdan Ussello, calciatore e allenatore di calcio italiano